# 赤胴鈴之助
『赤胴鈴之助』（あかどうすずのすけ）は、福井英一と武内つなよしによる日本の漫画作品、およびそれを原作とするラジオドラマ、映画、テレビドラマ、テレビアニメである。

## 概要
北辰一刀流千葉周作道場（千葉が興し、指導した玄武館が実在する）の少年剣士、金野鈴之助の活躍を描く。父親の形見である赤い胴（防具）を着けることから「赤胴鈴之助」と言われる。
本作は、福井が過去に執筆した『よわむし鈴之助』を『少年画報』連載用にリメイクしたものである。連載作品であるが、1954年（昭和29年）発行の同誌8月号に第1話が掲載されたところで福井が急死したため、当時新人漫画家であった武内が後を継いで執筆し、見事に人気作品に育て上げた。連載は1960年（昭和35年）12月号まで続けられた。
連載終了後の1969年には、小学館の『ビッグコミック』第3号に読み切り作品『赤胴鈴之助 ああ青春』が掲載された。
1970年には日本文華社（現・ぶんか社）の『特集漫画トピックス』において、青年になった鈴之助が性に目覚めて悶々とする続編『青年赤胴鈴之助』が描かれている。武内つなよし本人による作品だが、絵柄は本編と違って劇画タッチである。
1972年 - 1973年にはテレビアニメの放送と並行して、小学館の学年別学習雑誌各誌でコミカライズ作品の連載が、そして同社の『週刊少年サンデー』で2度目の連載が行われた（全20話）。ただし作者名義は、学年別学習雑誌連載版では「竹内（武内）つなよし / 七条門 / 鷲見千秋」、「武内つなよし / スタジオBell」、「武内つなよし / ひゃくた保孝 / 尾崎みつお」、少年サンデー連載版では「武内つなよし / スタジオBell」となっている。
アニメ終了後の1977年には、信濃毎日新聞夕刊に『新・赤胴鈴之助』が週一連載されていたが、本編とのつながりはキャラクターのみであり、ストーリーの関連性は特に無い。

## あらすじ
少年剣士・鈴之助は、江戸に出て父の友人である千葉周作に弟子入りし、修行を積んで心と技を磨く。そんな鈴之助に、兄弟子・竜巻雷之進との確執や、幕府転覆をもくろむ鬼面党との対決など、様々な事件が起きる。だが、鈴之助はいかなる苦難にも負けず、正義と剣の道を貫いていく。
必殺技は、千葉周作の紹介で飛鳥流に弟子入りして伝授された「真空斬り」、物語後半では、それまで片手の手刀で2つにしていた「竜巻」を、両手で交差させながら同時に斬ることによって4つにする「十文字斬り」（後述されるアニメ版では「十文字真空斬り」と称す）にパワーアップする。

## 単行本
以下の5冊は小学館クリエイティブより出版された復刻版。
1. （2007年11月）ISBN 978-4-7780-3049-0
2. （2007年11月）ISBN 978-4-7780-3050-6
3. （2007年11月）ISBN 978-4-7780-3051-3
4. （2008年1月）ISBN 978-4-7780-3059-9
5. （2008年2月）ISBN 978-4-7780-3062-9

## ラジオドラマ
1957年1月7日から1959年2月14日までラジオ東京（現・TBSラジオ）で放送。全42話。日本水産（現・ニッスイ）の一社提供。
当時小学生であった吉永小百合や藤田弓子が公募で選ばれて出演した。また、当時15歳であった山東昭子も語り手として出演している。生放送の回や公開録音の回もあった。

### キャスト（ラジオドラマ）
- 金野 鈴之助（赤胴 鈴之助）（声 - 横田毅一郎）
- 千葉 周作（声 - 久松保夫）
- 千葉 さゆり（声 - 吉永小百合）[注 1]
- しのぶ（声 - 藤田弓子）
- 頓吉（声 - 古宮英昭）
- 横車 押之助（声 - 大平透）
- 竜巻 雷之進（声 - 宝田明 → 加々見良一）
- 語り手（声 - 山東昭子）

### 主題歌（ラジオドラマ）
「赤胴鈴之助の歌」
作詞 - 藤島信人 / 作曲 - 金子三雄 / 歌 - 河野ヨシユキ、宮下匡司、上高田少年合唱団
この主題歌は、ラジオ東京によるKRテレビ版のテレビドラマでも使用された。

### エピソード（ラジオドラマ）
- 西岸良平作『三丁目の夕日』において、当ラジオドラマをネタにしたストーリーが存在する。
- 1998年劇場公開の映画『愛を乞うひと』（平山秀幸監督作品）では、原田美枝子演じるヒロインの幼少時代の回想シーンにおいて背景効果音として当ラジオドラマの音源が使われている。
- 横浜市の放送ライブラリーでは、日本水産のCMと次番組『まぼろし探偵』の予告が入った最終回の音源のみ公開されている。

## 映画
1957年から1958年にかけて大映製作の映画9作品が公開された。途中で主演俳優が交代しているが、これは鈴之助役の梅若正二が人気を得たことで不遜な態度をとるようになり、スタッフから嫌われたためとされる。

### 梅若正二編
- 第一話 - 「赤胴鈴之助」（1957年5月21日公開。モノクロ作品）
- 第二話 - 「赤胴鈴之助 月夜の怪人」（1957年6月18日公開。モノクロ作品）
- 第三話 - 「赤胴鈴之助 鬼面党退治」（1957年8月13日公開。モノクロ作品）
- 第四話 - 「赤胴鈴之助 飛鳥流真空斬り」（1957年8月25日公開。モノクロ作品。併映は『透明人間と蝿男』と『頭突きと空手チョップ』）
- 第五話 - 「赤胴鈴之助 新月塔の妖鬼」（1957年9月21日公開。カラー作品）
- 第六話 - 「赤胴鈴之助 一本足の魔人」（1957年12月28日公開。カラーワイド作品）
- 第七話 - 「赤胴鈴之助 三つ目の鳥人」（1958年3月11日公開。カラースコープ作品。1971年には『ガメラ対深海怪獣ジグラ』の併映作品として再公開）

キャスト
- 赤胴 鈴之助 - 梅若正二
- 千葉 さゆり - 浦路洋子（第1・2話のみ）
- しのぶ - 中村玉緒
- 竜巻 雷之進 - 林成年
- 千葉 周作 - 黒川弥太郎
- 火京 物太夫 - 尾上栄五郎
- 宝蔵院 岳林坊 - 光岡龍三郎
- 豚田 肉之丞- 愛原光一
- 雨山 傘太郎 - 内海透
- 出歯川 鰐太郎 - 大杉潤
- お藤 - 朝雲照代（鈴之助の母親）

特撮
真空斬りの描写は、モノクロ時代には光学合成で表現されたが、カラー化後にはアニメ合成によるものとなった。

### 桃山太郎編
- 第八話 - 「赤胴鈴之助 黒雲谷の雷人」（1958年11月15日公開。モノクロスコープ作品）
- 第九話 - 「赤胴鈴之助 どくろ団退治」（1958年12月21日公開。モノクロスコープ作品）

キャスト
- 赤胴 鈴之助 - 桃山太郎
- しのぶ - 浅野寿々子（浅野順子）
  - 他の配役は梅若正二編と同様である。

## テレビドラマ
1957年のほぼ同時期から、大阪テレビ放送（現・朝日放送テレビ）とラジオ東京（KRテレビ、現・TBSテレビ）による2種類のテレビドラマが製作・放送されている。斎藤良輔の著書『日本のおもちゃ遊び』（朝日新聞社）によると、本作は日本初のテレビキャラクター玩具が発売された作品である。玩具はヒットし、後年の『月光仮面』や『鉄腕アトム』への流れを作った。
また1979年と1985年には、フジテレビが単発のテレビドラマを製作・放送している。
このほかに、江木俊夫主演によるテレビドラマも存在したとされるが、詳細は明らかになっていない。全3回程度であったようだが、打ち切られたのか当初の予定通りだったのかも、やはりハッキリしていない。

### 大阪テレビ版
1957年9月20日から1958年10月3日まで放送。全55話。
当時はまだテレビドラマでも行われていたスタジオ生放送方式の作品であった。
出演は、吉田豊明、石田茂樹、矢野文彦、松井茂美など。

### KRテレビ版
1957年10月2日から1959年3月25日まで放送。全55話。放送時間は毎週水曜 18:15 - 18:45。
好評であったラジオドラマをテレビドラマ化したもので、同様に日本水産の一社提供で放送。この作品もスタジオでの生放送方式であった。
出演は、尾上緑也（6代目尾上松助）、小林重四郎、高杉哲平、神田正夫、吉永小百合（テレビ初出演）、五月みどり、野沢雅子、大平透、大塚周夫など。
ラジオ新潟テレビ（現・新潟放送）でも同時ネットで放送されていた。

### フジテレビ版

#### 1979年版
1979年6月12日にフジテレビの『火曜ワイドスペシャル』枠で放送された、人気作品をリメイクする企画『TVスーパーヒーロー傑作選』で放送。主演は郷ひろみ。また竜巻雷之進役は志垣太郎。

#### 1985年版
1985年7月8日にフジテレビの『月曜ドラマランド』枠で、『おさわがせ剣士 赤胴鈴之助』というタイトルで放送。
内容は他作品と大幅に異なり、現代（1985年当時）の剣道音痴な男子高校生が江戸時代にタイムスリップし、剣豪となるという設定。主演は木村一八で、本作が初主演。共演は『月曜ドラマ』常連の小松政夫と塩沢ときのほか、一八の実父・横山やすしや西川のりお、島田紳助、チャンバラトリオなど。脚本は萩原芳樹、演出は大黒章弘。

### エピソード（テレビドラマ）
1957年版とほぼ同時期に新造された鉄道車両の阪神3301・3501形電車は、上半分がクリーム色、下半分が朱色のツートンカラーで登場したことから「赤胴車」と呼ばれた。このカラーリングは阪神電気鉄道の優等列車用車両の標準塗装となり、60年以上経った2020年6月初めまで運行されていたが、2025年より阪神8000系全車に順次塗り直されていくことが決定した。
| KRテレビ 水曜 18:15 - 18:45 | KRテレビ 水曜 18:15 - 18:45                  | KRテレビ 水曜 18:15 - 18:45                   |
| 前番組                      | 番組名                                       | 次番組                                        |
| --------------------------- | -------------------------------------------- | --------------------------------------------- |
| -                           | 赤胴鈴之助 （1957年10月2日 - 1959年3月25日） | まぼろし探偵 （1959年4月1日 - 1959年9月30日） |

### 2022年版
2022年、『まったり!赤胴鈴之助』のタイトルで青年剣士・鈴之助が現代にタイムスリップするという独自の設定でリメイク。

## アニメ
1972年4月5日から1973年3月28日までフジテレビ系列で放送。フジテレビと東京ムービーの共同製作。全52話。過去にラジオドラマ版や実写版を一社提供していた日本水産が筆頭スポンサーとなっていた（他社との複数社提供）。

### キャスト（アニメ）
- 赤胴 鈴之助（声 - 山本圭子）
- さゆり（声 - 小鳩くるみ）
- 龍巻 雷之進（声 - 兼本新吾）
- 波野 十蔵、骸骨鬼（声 - 永井一郎）
- 波野 大助（声 - 桂玲子）
- 柳生 市太郎（声 - 井上真樹夫）
- 金野 鉄之助（声 - 大木民夫）
- 紺野 秀香（金野秀）（声 - 前田敏子）
- 鬼首 十郎太 / 銀髪鬼（声 - 小林清志）
- 紫桔梗太夫（声 - 沢田敏子）
- 千葉 周作 / ナレーター（声 - 千葉耕市）

### スタッフ
- 原作 - 武内つなよし
- 作画監修 - 楠部大吉郎
- 演出 - 吉田茂承
- 作画監修補 - 小田部羊一
- 美術監督 - 影山仁
- 撮影監督 - 三沢勝治
- 録音監督 - 山崎あきら
- 音楽 - 渡辺岳夫（作曲）、松山祐士（編曲、ノンクレジット）
- 編集 - 越野寛子
- 効果 - 片岡陽三
- 録音技術 - 三浦千治
- 作画 - 今沢哲男、才田俊次、前田実、木村圭市郎、山口泰弘、湖川滋、近藤喜文、有原誠治、山田道代、香西隆男、本多敏行、青木雄三、福富博、塩山紀生、須田裕美子、金田伊功、村田耕一、中村英一、富沢和雄 他
- 美術 - 伊藤雅人
- 背景 - 川本征平、窪田忠雄 他
- 撮影 - 若菜章夫、大和田亨、石川欽一
- 仕上 - スタジオロビン、イージーワールド、スタジオジュニオ
- 演出助手 - 加藤良雄、菅野英雄、御厨恭輔、熊崎哲男、仙石鎮彦、斉藤正俊、田中実、加藤俊三、宮島博信、野中保男、松元理人
- 制作協力 - Aプロダクション、映音、東京現像所
- 制作 - フジテレビ、東京ムービー

### 主題歌（アニメ）
オープニングテーマ
「がんばれ！赤胴鈴之助」
作詞 - 藤島信人 / 作曲 - 金子三雄 / 編曲 - 渡辺岳夫、松山祐士 / 歌 - 東京城北少年少女合唱団
ラジオドラマや実写版の主題歌を流用したものであるが、歌詞が一部変更されている。
初期のオープニングに使われている曲は1コーラスであるが、中期以降のオープニングでは2コーラスとなっている。『東京ムービー アニメ主題歌大全集』（規格 - VHS、LD）には2コーラスバージョンのみが収録されている。
東八郎はこの曲の歌詞「仲間」を「なまか」と訛らせて歌い、持ちギャグにしていた。
ハウス食品の1970年代の商品、たまごめんのCMでこの曲をベースにしたCMソングが使われた。
とんねるずの「がじゃいも」には、本曲冒頭にある台詞のパロディが入れられている。
エンディングテーマ
「赤胴音頭」
作詞 - 東京ムービー企画部 / 作曲 - 渡辺岳夫 / 編曲 - 松山祐士 / 歌 - 加世田直人、ハニー・ナイツ
この曲が使われているエンディング映像は2種類あり、前期バージョンは静止画像で歌詞テロップが無いが、歌に合わせて鈴之助が踊る後期バージョンには歌詞テロップが付される。
「赤胴真空斬り」
作詞 - 東京ムービー企画部 / 作曲 - 渡辺岳夫 / 編曲 - 松山祐士 / 歌 - ボーカル・ショップ
映像は「赤胴音頭」前期のものの流用であるが、ワンカットだけ新規映像がある。

### 各話リスト
| 話 | 放送日        | サブタイトル             | 脚本       | コンテ       | 作画監督                   | 鬼面党の刺客                          |
| -- | ------------- | ------------------------ | ---------- | ------------ | -------------------------- | ------------------------------------- |
| 1  | 1972年 4月5日 | 夢は大きな少年剣士       | 七条門     | 吉川惣司     | 香西隆男 塩山紀生 小泉謙三 | 怪人一本足                            |
| 2  | 4月12日       | ライバル雷之進との対決   | 山崎晴哉   | 斉九洋       | 木村圭市郎                 | 怪人一本足                            |
| 3  | 4月19日       | ひきょうだぞ！鬼面党     | 鈴木良武   | 平田敏夫     | 香西隆男 塩山紀生          | 怪人一本足                            |
| 4  | 4月26日       | 怪人一本足をやっつけろ   | 金子裕     | 高市一男     | 小泉謙三                   | 怪人一本足                            |
| 5  | 5月3日        | 危ないぞ！敵は謎         | 山崎晴哉   | 岡崎稔       | 村田耕一 河内日出夫        | 虚無僧兄弟 鬼頭幻心斎                 |
| 6  | 5月10日       | カラカサ剣法おどりこむ   | 鈴木良武   | 小林かおる   | 木村圭市郎 荒木伸吾        | 虚無僧兄 鬼頭幻心斎 大山岩鉄          |
| 7  | 5月17日       | すきあり！空転斬り       | 金子裕     | 平田敏夫     | 香西隆男                   | 虚無僧兄 鬼頭幻心斎                   |
| 8  | 5月24日       | 優勝剣士は誰だ！         | 田村多津夫 | 岡崎稔       | 小泉謙三 河内日出夫        | 虚無僧兄 鬼頭幻心斎                   |
| 9  | 5月31日       | おのれ！幻心流           | 七条門     | 斉九洋       | 村田耕一                   | 虚無僧兄 鬼頭幻心斎 大山岩鉄          |
| 10 | 6月7日        | 闇を走る！地獄の使い     | 鈴木良武   | 斉九洋       | 木村圭市郎 荒木伸吾        | 虚無僧兄 闇の三兄弟 桔梗太夫          |
| 11 | 6月14日       | 怪しいぞ！柳生市太郎     | 田村多津夫 | 佐々木正広   | 小泉謙三                   | 虚無僧兄 闇の三兄弟 桔梗太夫          |
| 12 | 6月21日       | 出た！闇の三兄弟         | 金子裕     | 平田敏夫     | 河内日出夫                 | 虚無僧兄 闇の三兄弟 桔梗太夫 大山岩鉄 |
| 13 | 6月28日       | 大爆発をくいとめろ！     | 山崎晴哉   | 岡崎稔       | 香西隆男                   | 虚無僧兄 闇の三兄弟 桔梗太夫          |
| 14 | 7月5日        | 光る！稲妻斬り           | 七条門     | 斉九洋       | 村田耕一                   | 闇の三兄弟 桔梗太夫 大山岩鉄          |
| 15 | 7月12日       | 見よ！十文字風車槍       | 鈴木良武   | 石川輝夫     | 木村圭市郎                 | 闇の三兄弟 桔梗太夫                   |
| 16 | 7月19日       | 幽霊船の大決闘           | 金子裕     | 平田敏夫     | 荒木伸吾                   | 闇の三兄弟(仁王) 桔梗太夫 玄海丸      |
| 17 | 7月26日       | 母上！鈴之助です         | 山崎晴哉   | 岡崎稔       | 香西隆男                   | 骸骨鬼                                |
| 18 | 8月2日        | 真空谷へ飛べ！           | 山崎晴哉   | 斉九洋       | 小泉謙三                   | 骸骨鬼                                |
| 19 | 8月9日        | 鬼面の口へ進む母子       | 田村多津夫 | 石黒昇       | 河内日出夫                 | 骸骨鬼 千波半蔵                       |
| 20 | 8月16日       | 巨人・くろがね丸         | 七条門     | 斉九洋       | 村田耕一                   | 骸骨鬼 くろがね丸                     |
| 21 | 8月23日       | 鬼面党とりでをぶっつぶせ | 七条門     | 斉九洋       | 小泉謙三                   | 骸骨鬼 くろがね丸                     |
| 22 | 8月30日       | 吠える！狼部隊           | 田村多津夫 | 岡崎稔       | 木村圭市郎                 | 青銅鬼 毒牙鬼                         |
| 23 | 9月6日        | 恐怖の真空谷             | 山崎晴哉   | 石黒昇       | 荒木伸吾                   | 青銅鬼 ましらの三兄弟                 |
| 24 | 9月13日       | 起これ！つむじ風         | 鈴木良武   | 斉九洋       | 村田耕一                   | 青銅鬼 霧角                           |
| 25 | 9月20日       | 真空斬りの謎             | 金子裕     | 斉九洋       | 香西隆男                   | 青銅鬼 ムササビ衆                     |
| 26 | 9月27日       | やったぞ！赤胴真空斬り   | 山崎晴哉   | 宮崎駿       | 河内日出夫                 | 青銅鬼                                |
| 27 | 10月4日       | 大暴れ！真空斬り         | 七条門     | 宮崎駿       | 小泉謙三                   | 鬼ゴウモリ                            |
| 28 | 10月11日      | 笑う！クモの巣怪人       | 田村多津夫 | 石川輝夫     | 木村圭市郎 荒木伸吾        | 鬼卍 蜘蛛六                           |
| 29 | 10月18日      | 手まりの謎を追っかけろ！ | 田村多津夫 | 斉九洋       | 河内日出夫                 | 鬼卍 鬼あらし                         |
| 30 | 10月25日      | 魔の忍者屋敷             | 鈴木良武   | 岡崎稔       | 香西隆男                   | 鬼卍 鬼神丸                           |
| 31 | 11月1日       | 真空斬り対卍剣           | 金子裕     | 斉九洋       | 村田耕一                   | 鬼卍                                  |
| 32 | 11月8日       | 決死の空中戦             | 山崎晴哉   | 斉九洋       | 小泉謙三                   | 鬼卍                                  |
| 33 | 11月15日      | 恐怖の水中竜             | 七条門     | 小華和ためお | 荒木伸吾                   | 鬼ザメ                                |
| 34 | 11月22日      | 鬼怪島の死闘             | 山崎晴哉   | 石川輝夫     | 木村圭市郎                 | 鬼ザメ 海鬼坊                         |
| 35 | 11月29日      | 水中竜を生け捕れ         | 金子裕     | 斉九洋       | 河内日出夫                 | 鬼ザメ                                |
| 36 | 12月6日       | 美少女なぎさの秘密       | 鈴木良武   | 岡崎稔       | 香西隆男                   | 鬼ザメ                                |
| 37 | 12月13日      | 思い知れ！鬼面党         | 山崎晴哉   | 小華和ためお | 村田耕一                   | 鬼ザメ                                |
| 38 | 12月20日      | 母上がさらわれた！       | 金子裕     | 石川輝夫     | 河内日出夫 村田耕一        | 幻斎 角助 お雪 新太郎                 |
| 39 | 12月27日      | おそう！毒矢羽           | 七条門     | 小泉謙三     | 小泉謙三                   | 幻斎 角助 お雪 新太郎                 |
| 40 | 1973年 1月3日 | けんかまといだ！鈴之助   | 鈴木良武   | 斉九洋       | 木村圭市郎                 |                                       |
| 41 | 1月10日       | キリシタンの秘宝         | 山崎晴哉   | 宮崎駿       | 荒木伸吾                   | 剣鬼 お藤 妖怪白狐                    |
| 42 | 1月17日       | 近い！宝の山             | 金子裕     | 黒田昌郎     | 香西隆男                   | 剣鬼 お藤                             |
| 43 | 1月24日       | せまる！オランダ剣       | 鈴木良武   | 石黒昇       | 村田耕一                   | 剣鬼 お藤                             |
| 44 | 1月31日       | 見つけた！輝く宝         | 七条門     | 今沢哲男     | 香西隆男                   | 剣鬼 お藤                             |
| 45 | 2月7日        | 銀髪鬼現わる！           | 山崎晴哉   | 小泉謙三     | 小泉謙三                   | 銀髪鬼（＝影武者・青山半兵衛）        |
| 46 | 2月14日       | 銀髪鬼の正体             | 金子裕     | 今沢哲男     | 木村圭市郎                 | 銀髪鬼（＝影武者・青山半兵衛）        |
| 47 | 2月21日       | 鬼面党の大攻撃           | 七条門     | 黒田昌郎     | 河内日出夫                 | 四夜一柳軒 鬼骨仙人                   |
| 48 | 2月28日       | あやうし！真空斬り       | 鈴木良武   | 石川輝夫     | 荒木伸吾                   | 四夜一柳軒                            |
| 49 | 3月7日        | なるか!?十文字真空斬り   | 七条門     | 斉九洋       | 香西隆男                   | 四夜一柳軒                            |
| 50 | 3月14日       | 鬼面戦車をふきとばせ！   | 金子裕     | 黒田昌郎     | 村田耕一                   |                                       |
| 51 | 3月21日       | 鬼面城にのりこめ!!       | 山崎晴哉   | 小泉謙三     | 小泉謙三                   | 片目虎                                |
| 52 | 3月28日       | あっぱれ！赤胴鈴之助     | 鈴木良武   | 吉田茂承     | 木村圭市郎 荒木伸吾        |                                       |

### 放送局
- フジテレビ（制作局）：水曜 19:00 - 19:30
- 北海道文化放送：水曜 19:00 - 19:30[20]
- 青森放送：土曜 18:00 - 18:30（1972年9月まで） → 水曜 19:00 - 19:30（1972年10月より）[21]
- テレビ岩手：金曜 18:00 - 18:30 （1973年3月まで） → 水曜 18:00 - 18:30（1973年4月）[22]
- 秋田テレビ：水曜 19:00 - 19:30[23]
- 山形テレビ：水曜 19:00 - 19:30[23]
- 仙台放送：水曜 19:00 - 19:30[23]
- 福島テレビ：土曜 18:00 - 18:30[24]
- 新潟総合テレビ：金曜 18:00 - 18:30[25]
- 富山テレビ：水曜 19:00 - 19:30[26]
- 石川テレビ：水曜 19:00 - 19:30[26]
- 福井テレビ：水曜 19:00 - 19:30[27]
- 長野放送：水曜 19:00 - 19:30[28]
- 山梨放送：水曜 19:00 - 19:30[29]
- 東海テレビ：水曜 19:00 - 19:30
- テレビ静岡：水曜 19:00 - 19:30[29]
- 関西テレビ：水曜 19:00 - 19:30
- 日本海テレビ：金曜 18:00 - 18:30
- 山陰中央テレビ：水曜 19:00 - 19:30[30]
- 岡山放送：水曜 19:00 - 19:30[31]
- 西日本放送：金曜 18:00 - 18:30[31]
- 広島テレビ：水曜 19:00 - 19:30[31]
- テレビ山口：土曜 18:00 - 18:30[32]
- テレビ愛媛：水曜 19:00 - 19:30[33]
- 高知放送：金曜 18:00 - 18:30[33]
- テレビ西日本：水曜 19:00 - 19:30[34]
- サガテレビ：水曜 19:00 - 19:30
- テレビ長崎：土曜 18:00 - 18:30[34]
- テレビ熊本：月曜 19:00 - 19:30[35]
- テレビ大分：金曜 18:00 - 18:30[36]
- テレビ宮崎：木曜 19:00 - 19:30[37]
- 南日本放送：木曜 19:00 - 19:30[37]
- 沖縄テレビ：水曜 19:00 - 19:30[38]

### 劇場版
1972年7月22日、『東宝チャンピオンまつり』で初期エピソードの再編集ブローアップ版が上映された。上映時間は55分。同時上映は、『ゴジラ・エビラ・モスラ 南海の大決闘』（リバイバル）・『ミラーマン 生きかえった恐竜アロザ』・『天才バカボン 別れはつらいものなのだ』・『かしの木モック ぼくはなかない』の計4本。

### ネット配信
トムス・エンタテインメントがYouTubeに開設した「TMSアニメ55周年公式チャンネル」で、2019年4月23日から第3話までがネット配信されている。ただし、制作クレジットはオープニング・エンディングともに本放送当時のものでなく、「製作・著作 トムス・エンタテインメント」とクレジットされた再放送用静止画像に差し替えられている。また、オープニングテーマは2コーラスバージョンのものが使われている。
また同チャンネルで、2019年12月11日からオープニングとエンディングの両映像が配信されている。こちらも製作クレジットは全て再放送用静止画像に差し替え、またオープニングは2コーラスバージョンを配信するも、タイトル表示前の剣道&名乗り部分は省かれた。なおエンディングの内、第2バージョンは配信されていない。

### エピソード（アニメ）
広島東洋カープの投手であった金城宰之左の名前は、本作アニメ版の鈴之助から取られたものである。
| フジテレビ系列 水曜 19:00 - 19:30                                            | フジテレビ系列 水曜 19:00 - 19:30           | フジテレビ系列 水曜 19:00 - 19:30                 |
| 前番組                                                                       | 番組名                                      | 次番組                                            |
| ---------------------------------------------------------------------------- | ------------------------------------------- | ------------------------------------------------- |
| 国松さまのお通りだい （1971年10月6日 - 1972年3月29日） 【月曜19:00枠へ移動】 | 赤胴鈴之助 （1972年4月5日 - 1973年3月28日） | 荒野の少年イサム （1973年4月4日 - 1974年3月27日） |

## 歌舞伎
2021年8月13日～22日、東京都本多劇場で新作歌舞伎「赤胴鈴之助」が上演。主演は尾上松也。松也は1957年版テレビドラマで主演を務めた尾上緑也の息子。翌2022年のテレビドラマ「まったり!赤胴鈴之助」でも主演を務めている。
松也が主宰する自主公演シリーズ「挑む」のファイナル公演でもあり、正式タイトルは『尾上松也歌舞伎自主公演「挑むVol.10 ～完～」新作歌舞伎「赤胴鈴之助」』。動画配信サイトNetflixで本編が2022年6月16日世界配信された。また歌舞伎に初挑戦した生田斗真を追った『生田斗真 挑む』もNetflixドキュメンタリー映画として同日配信された。
配役
- 赤胴鈴之助・平将門・金野鉄之助：尾上松也
- さゆり：中村莟玉
- 瀧夜叉姫：市川蔦之助
- 母おすず：尾上徳松
- 凸山凹之助：尾上隆松
- 凹田凸衛門：尾上まつ虫
- 銀髪鬼：尾上菊次
- 千葉周作・平賀源内：澤村國矢
- 竜巻雷之進：生田斗真

スタッフ
- 演出・振付：尾上菊之丞
- 脚本：戸部和久

## パロディ
『月刊アフタヌーン』2007年3月号の別冊付録「アフタヌーン創刊20周年・永井豪 漫画家生活40周年記念『豪ちゃんマガジン』」（永井豪特集）に、『赤褌鈴乃介』という美少女剣士が主人公のパロディ作品が掲載された。